# فردریک اچ. دیویس
فردریک اچ. دیویس (انگلیسی: Frederick H. Davies؛ 1871 – برنتفورد، کانادا) بازیکن فوتبال اهل بریتانیا بود.
از باشگاه‌هایی که در آن بازی کرده‌است می‌توان به باشگاه فوتبال منچستر سیتی و باشگاه فوتبال شفیلد یونایتد اشاره کرد.